# Stor-Hällskär och Rävskär
Stor-Hällskär och Rävskär är en bebyggelse vid sydvästra delen av Obbolaön sydväst om Obbola och Holmsund i Umeå kommun. Vid 2020 års småortsavgränsning klassade SCB här en småort.